# Bruch (Lot-et-Garonne)
Bruch é uma comuna francesa na região administrativa da Nova Aquitânia, no departamento Lot-et-Garonne. Estende-se por uma área de 15,98 km². Em 2010 a comuna tinha 762 habitantes (densidade: 47,7 hab./km²).